# Один день у майбутньому
«Один день у майбутньому» (тур. Gelecekten Bir Gün) — турецький комедійний фільм 2010 року, знятий режисером Богачаном Дюндаром, у якому Гайреттін Караоґуз грає чоловіка, якому після самогубства двоє янголів показують його нереалізоване майбутнє. 15 січня 2010 року фільм вийшов у прокат у Туреччині.

## Сюжет
Толга (Гайреттін Караоґуз) життя боровся з невдачами, він вважає себе невдахою і найнещасливішою людиною в усьому світі. Після провальної презентації свого нового проєкту на роботі його звільняють. Вважаючи, що він зруйнував свій останній шанс завоювати кохання свого життя (Ганде Субаші), він накладає на себе руки. Після смерті його зустрічають два янголи (Расім Озтекін і Арда Курал), які, як покарання, показують Тольгу сцени з того, яким могло б бути його життя, якби він не вчинив самогубство.
Головна ідея фільму полягає в тому, що через низку комічних і драматичних сцен янголи показують Толзі альтернативні варіанти його життя, де він міг би досягти успіху в кар'єрі, побудувати міцні стосунки та знайти щастя. Проте, кожен з цих варіантів має свої недоліки та випробування.
«Один день у майбутньому»– це не просто комедія, а фільм, який змушує задуматися про сенс життя, відповідальність за свої вчинки та цінність кожного моменту.

## Акторський склад
- Гайреттін Караоґуз — Толга
- Ганде Субаші — Ебру
- Расім Озтекін — Канал
- Арда Курал — Фелек
- Неко — Тимур
- Ішин Караджа — Філіз
- Мурат Серезлі — Салім
- Бекташ Ердоган — Метін
- Хюмейра Айдогду — Берна
- Єшим Далгічер — Рюя

## Поширення
Фільм вийшов у прокат у Туреччині 15 січня 2010 року. Він опинився на шостому місці в чарті касових зборів із прибутковими зборами на перших вихідних у $135 914.
Загальні касові збори фільму склали $296 103.